# Неофит Кипарски
Неофит Кипарски (грч. Νεοφυτος ο εγκλειστος; 1134. - 1219.) - монах Кипарске православне цркве, први пустињак, игуман манастира светоге Неофита. хроничар који је документовао рану историју крсташких ратова.

## Биографија
Верује се да је рођен у селу Като Дрис код Лефкаре и да је био једно од осморо деце у породици. Његови родитељи, по договору са другом породицом, одлучили су да га венчају, чему се Неофит, од детињства дубоко религиозан, успротивио и побегао из породице у манастир Св. Јована Златоустог у Куцовендису. Затим се на кратко вратио световном животу да би коначно раскинуо брачни уговор, након чега се као искушеник вратио у манастир, постригавши се 1152. године. У то време је научио да чита и пише и био је помоћник ђакона. Свој позив је видео у скиту, али је игуман у почетку одбио да га пусти из манастира због његове младости. Међутим, 1158. Неофит је добио дозволу да посети Свету земљу, где је тражио начин да се повуче. Вративши се на Кипар, он није напустио ову мисао и покушао је да побегне у Малу Азију, али је ухапшен у Пафосу. Убрзо је пуштен из затвора, али су му тамничари украли сав новац.
Коначно, у јуну 1159, отпутовао је на висока брда у близини Пафоса, где је открио пећину коју је раније заузео пустињак, настанио се и убрзо проширио своје повлачење на три пећине. После извесног времена за њега су сазнали људи, који су почели да му доносе храну и приносе; неколико година касније почели су да га сматрају за светитеља, а 1170. Василиј Кинамос га је уздигао у чин свештеника и наредио му да узме ученика. Тако је основан манастир, посвећен светом Неофиту. Прву повељу манастиру написао је 1187. године, остатак живота провео у молитви и читању и писању књига. Он је 1197-1199. године уклесао у стену Цркву Светог Крста (Нови Сион), био њен игуман и из ње посматрао изградњу манастира.

### Дела светог Неофита
Упркос томе што је Неофит, чија је целокупна књижевна делатност била посвећена духовном старању поверених му монаха, научио је да чита и пише после осамнаесте године, сматра се најплоднијим писцем средњовизантијског периода кипарске историје.
Монах Неофит је написао „О невољама Кипра” (1191), „Речи о Шестодневу”, „Педесетницу”, „Десет речи о заповестима Христовим” и „Завет”. Године 1214. саставио је последње издање монашке повеље под називом Завет. 
Написао је многе прогласе, посланице, егзегетске беседе, житија Светих Спиридона и Епифанија, Светих Димитрија и Тихона Амафунтијског и других кипарских светитеља, беседе, химне и похвалне речи светитељима.

### Егзегеза светог Неофита
Неофир је био веома плодан егзегет. Састављао је коментаре на Библију, коментаре на књиге Светог писма и многе беседе. Егзегеза је заузимала значајно место у његовом стваралаштву и, према прелиминарним утисцима, била је претежно „морално-аскетске и чисто примењене природе“.
Користећи библијске слике и речи Господње, св. Неофит је инсистирао на испуњавању упутстава садржаних у Светом писму. Сусрећемо се у делима Светог Неофита парафразе и нетачне референце на Свето писмо показује да он цитира напамет. Неофит у својим делима показује колико дубоко воли и познаје Свето писмо и врло често се на њега позива.